# Bugisi

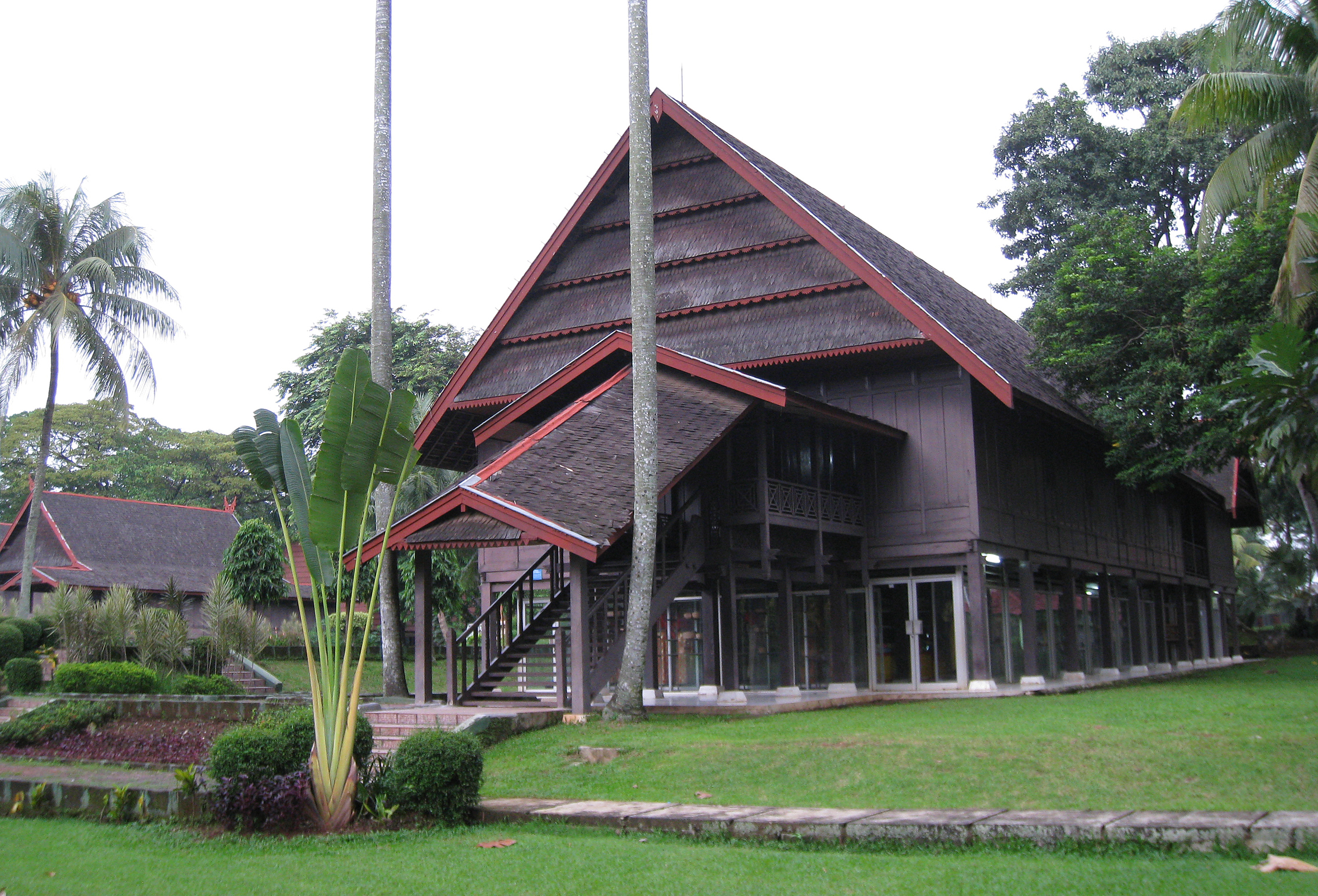
Dom w tradycyjnym stylu bugijskim

Bugisi, Bugijczycy (To Ugi) – indonezyjska grupa etniczna, najliczniejsza z trzech głównych grup etnolingwistycznych Celebesu Południowego.
Posługują się językiem indonezyjskim, a także własnym językiem etnicznym, zwanym Basa Ugi. W jego obrębie można wyróżnić kilka zróżnicowanych dialektów.
W 1605 roku Bugijczycy przeszli na islam z animizmu. Niektórzy Bugijczycy zachowali swoją przedislamską wiarę zwaną tolotang, a inni przyjęli chrześcijaństwo poprzez małżeństwo, jednakże nadal stanowią mniejszość. Pod względem kulturowym są bliscy Makasarczykom (obie grupy bywają ze sobą mylone), ale stanowią wyraźnie odrębną grupę etniczną, a języki bugijski i makasarski nie są wzajemnie zrozumiałe.

## Styl życia
Słyną jako doskonali szkutnicy i żeglarze. W przeszłości rywalizowali z sąsiadującymi z nimi Makasarczykami. Większość współczesnych Bugijczyków zarabia obecnie na życie jako plantatorzy ryżu, handlarze lub rybacy. Kobiety pomagają w pracy w rolnictwie i w domach. Większość Bugijczyków mieszka w domach na palach, niekiedy trzy lub więcej metrów nad ziemią, ze ścianami i podłogami z desek.
Wiele małżeństw jest nadal aranżowanych przez rodziców i ma miejsce przede wszystkim między kuzynami. Bugisi uznają kuzynów aż do dziewiątego z rzędu. Nowożeńcy często mieszkają z rodziną żony przez pierwsze lata ich małżeństwa.
Mówi się, że Bugijczycy uznają pięć odrębnych płci. Są to makkunrai i oroané, które przypominają odpowiednio cispłciowych mężczyzn i kobiety, jak również calabai, calalai i bissu, które trudno jest porównać z zachodnimi wyobrażeniami na temat płci.